# Bitva o Telgárt

## Situace před bitvou
Po vypuknutí Slovenského národního povstání 29. srpna 1944 dostal pěší pluk 5 posádkou v Levoči rozkaz gen. Jána Goliana k doplnění stavu mužstva mobilizovanými záložníky a zahájení boje v prostoru Kežmarku, který se mu podařilo 30. srpna nakrátko obsadit. Nastupující německé jednotky z prostoru Polska za podpory letectva však pluk vytlačily a 1. září utrpěla část pluku porážku u Levoče a musela Levoču opustit na základě zrady nadporučíka Ferdinanda Schmidta (později v Banské Bystrici odsouzen polním soudem a popraven). Po těchto porážkách se pluk stáhl k Popradu a morálka mužstva a důstojníků byla silně otřesena převážně leteckým bombardováním. V Popradu převzal velení pluku pplk.Ján Václav a pluk zde byl posílen 10 tanky, 2 dělostřeleckými bateriemi a dobrovolnickým praporem, pod velením nadporučíka Michala Lukáče. Pěší pluk pod silným německým tlakem však nadále ustupoval s těžkými ztrátami do 4. září 1944 na linii Červená Skala – Šumiac. Němci pevně obsadili prostor Telgártu. Velení pluku převzal od dezorientovaného pplk. Jána Václava kpt. gšt. Ján Stanek. Ten rozhodl o protiútoku 6. září 1944. Během 5. září 1944 se mu podařilo zorganizovat demoralizované jednotky 5 pěšího pluku do skupiny s krycím názvem Jánošík a získal i posilové prostředky, které mu poslalo velení 1. čsl. armády.

## Složení skupiny 5 pěšího pluku večer 5. září 1944
1. Velitelství skupiny (krycí jméno Jánošík)
- velitel: kpt. gšt. Ján Stanek
- 1. pobočník: kpt. čet. Ľudovít Krampl
- 2. pobočník: kpt. pěch. Ján Novák
- ordonanční důstojník: por. pěch. Ján Fornay
- zpravodajský důstojník skupiny: por pěch. v záloze Ján Kotoč
- přidělený zpravodajský důstojník v záloze: por. děl. v záloze Pavel Šimon
- automobilní důstojník skupiny: kpt. tank. Ondrej Gálik
- šéflékař skupiny: por. zdrav. v záloze Dr. Jozef Valovič
- hospodář skupiny: npor. hosp. Ján Nemček
- materiální důstojník: por. hosp. Gatnárek
- proviantní zabezpečení: šrtm. hosp. Anton Benča

2. Štábní rota
- velitel: por. pěchoty Ľudovít Hunor

Početní stav štábní roty tvořily 2 čety ( velitelská a strážní) asi 60 mužů.
3. Rota doprovodných zbraní
- velitel: kpt. pěchoty Milan Naď
- spojovací četa: ppor. pěch. v záloze Július Bakaliar
- minometná četa: npor. pěch. Kristián
- ženijní družstvo:

Početní stav roty doprovodných zbraní 3 důstojníci, 1 rotmistr, 48 mužů, 2 minomety ráže 82 mm.
4. I/5 prapor
- velitel npor. jezdectva Michal Lukáč
- pobočník: npor. jezd. v záloze Jozef Pupák
- 1. pěší rota:
- 2. pěší rota:
- 3. pěší rota:
- kulometná rota:

Přibližný stav I/5 praporu: 8 až 10 důstojníků, 340 až 400 mužů, 24 až 27 lehkých kulometů, 4 těžké kulomety.
5. II/5 prapor
- velitel: kpt. pěchoty Pavel Kováč
- pobočník: npor. pěch. v záloze Pavel Blaho
- 1. pěší rota:
- 2. pěší rota:
- 3. pěší rota:
- kulometná rota:

Přibližný stav II/5 praporu: 8 až 10 důstojníků, 340 až 400 mužů, 24 až 27 lehkých kulometů, 4 těžké kulomety.
6. Dělostřelectvo (kombinovaný dělostřelecký oddíl)
- velitel: kpt. dělostřelectva Július Fleško
- pobočník: por. děl. v záloze Ilečko
- spojovací četa:
- 1. baterie:
- 2. baterie:
- 3. baterie:

Přibližný početní stav kombinovaného dělostřeleckého oddílu: 8 důstojníků, 2 rotmistři, asi 220 mužů, asi 210 koní, 2 polní houfnice ráže 10 cm, 2 německé houfnice ráže 10,5 cm, 2 polní houfnice ráže 15 cm a 23 vozů.
Posilové prostředky skupiny Jánošík
1. Rota tanků
- velitel: npor. Ján Achimský

Početní stav roty tanků: 2 důstojníci, 2 rotmistři, 75 mužů, 10 tanků.
2. Rota KPUV
- velitel:

Početní stav roty KPUV: 2 důstojníci, 1 rotmistr, 42 mužů, 4 kanóny ráže 7,5 cm.
3. Rota letecké školy
- velitel: npor. letectva Michal Minka

Početní stav letecké roty: 4 důstojníci, 90 mužů, 9 lehkých kulometů, 40 samopalů.
4. Partyzánský oddíl kpt. Jegorova
- velitel: ruský kpt. Rzeznij

Početní stav oddílu 300 mužů.
5. Partyzánský oddíl pplk. Makarova
- velitel: por. Sečanský

Početní stav oddílu 32 muži.
6. Partyzánský oddíl npor. Bielika
- velitel:

Přibližný stav asi 80 mužů.

## Průběh bitvy
Východiště k útoku bylo na linii výšiny (asi 1,5 km západně od Telgártu) – železniční stanice Telgárt- kóta 1086 – sedlo (asi 1 km severovýchodně kóty 1225 Priehybka). Do 02:00 hod 6. září 1944 byla zaujata útočná sestava. Němci nezpozorovali žádné přípravy k útoku. V 04:50 zahájilo povstalecké dělostřelectvo přípravnou palbu na německé pozice, během níž se jednotky a tanky skupiny Jánošík přiblížily k německým pozicím. Přesně o 05:00 hod byl zahájen hlavní útok, který trval až do 11:00 hodin, kdy začali Němci z prostoru Telgártu ustupovat, a to hlavně na severu, kde se jednotkám I/5 praporu podařilo proniknout severně od obce Telgárt k východním břehům Zubrického potoka. Němci toto neočekávali. Ve stejnou dobu měly jednotky II/5 praporu obsazen prostor železniční stanice Telgart a vedly tvrdý boj o prostor kóty 1057 Skalica. Do 13:00 hod se podařilo povstaleckým jednotkám v severní části pásma postoupit dál a vyčistit les nad tunelem, při čemž se vyznamenala hlavně rota letecké školy. V té době byl prostor Telgártu a kóta 1057 Skalica pevně v rukách skupiny Jánošík. Boj pokračoval dále. Do 16:00 hod jednotky I/5 praporu postoupily do prostoru malého tunelu (asi 2 km východně od Telgártu) a na východní svahy kóty 1109 Zbojnícko- kóta 1172. V prostoru malého tunelu přišli povstalci o dva tanky a jeden německý tank byl zde také zničen. Postup jednotek II/5 praporu byl zastaven silnou německou dělostřeleckou palbou u východních svahů kóty 1057 Skalica. Krátce po čtvrté hodině odpolední přešli Němci do protiútoku z prostoru Zbojnícko, ale byli odraženi jednotkami I/5 praporu. Další postup se pro tvrdý odpor Němců do večera 6. září 1944 zastavil. Do tmy se fronta ustálila na linii kóta 1109 Zbojnícko-východní svahy kóty 1172-výšinka beze jména (asi 1,4 km východně od Telgartu)-východní svahy kóty 1057 Skalica- kóta 1398- kóta 1245. Od rána 7. září až do 02:00 hod probíhaly prudké boje, které již nepřinesly změnu situace.

## Důsledky bitvy
Fronta se v telgartském prostoru ustálila až do 22. září 1944, kdy skupina Jánošík přešla do dalšího úspěšného útoku. Bitva zabránila rychlému postupu německých okupačních jednotek z východního směru k Bánské Bystrici.

## Válečné zločiny
V odpoledních hodinách dne 7. září 1944 bylo nalezeno 14 těl československých vojáků zajatých Němci ve dnech 2 a 3. září 1944. Osm z nich bylo zastřeleno ranou do týla a hozeno do studny v blízkosti mostu na hlavní silnici východně od Telgártu. Ostatní byli zahrabáni až po oči do země a přikryti helmami.
Během ústupu Němci vypálili obec a popravili 7 mužů, 12 žen a 2 děti.